# جبل القصور
جبل القصور، أحد الجبال السبعة الأوائل في مدينة عمان، وهو أحد الأحياء الشعبية في منطقة عمان الشرقية، سُمّي بهذا الاسم نسبة إلى مجاورتهِ القصور الملكية
،يتبع جبل القصور منطقة بسمان حسب تقسيم أمانة عمان الكبرى، يحُدّ الحي شمالاً منطقة القُصور الملكية وشارع الأردن من الجنوب والغرب. من الأحياء القريبة لجبل القصور، جبل النزهة، وادي الحدادة.
من أهمّ الشوارع: شارع أبو العلاء المعري.
من أهمّ المعالم القريبة: سارية رغدان.